# Josh Maja
Joshua Erowoli Orisunmihare Oluwaseun Maja, bekannt als Josh Maja (* 27. Dezember 1998 in Lewisham, London), ist ein nigerianischer Fußballspieler, der als Stürmer eingesetzt wird.

## Karriere

### Verein

#### FC Sunderland
Josh Maja wurde im Londoner Stadtbezirk Lewisham geboren und wuchs in Pimlico auf. Er spielte in den Jugendmannschaften von Crystal Palace, des FC Fulham und Manchester City, bevor er im März 2015 in die Nachwuchsabteilung des AFC Sunderland wechselte. Am 4. Juli 2016 unterzeichnete er seinen ersten professionellen Dreijahresvertrag beim Verein aus Nordengland. In der Saison 2016/17 spielte er erstmals in der Premier League 2 für die Reservemannschaft. Am 21. September 2016 debütierte er beim 2:1-Auswärtssieg im League Cup gegen die Queens Park Rangers für die erste Mannschaft, als er in der 69. Spielminute für Joel Asoro eingewechselt wurde. In der weiteren Saison 2016/17 bestritt er keine weiteren Pflichtspiele für die Herren, die für diese mit dem Abstieg in die zweithöchste englische Spielklasse endete. Für die U23 absolvierte er 26 Einsätze, in denen er neun Tore erzielte.
Im November 2017 der folgenden Spielzeit 2017/18 wurde er in die erste Mannschaft vom neuen Cheftrainer Chris Coleman befördert. Zu dieser Zeit waren die Blackcats erneut in den Abstiegsrängen, obwohl man den Wiederaufstieg angepeilt hatte. Am 16. Dezember 2017 (22. Spieltag) bestritt Maja im Heimspiel gegen den FC Fulham sein Ligadebüt für Sunderland, als er in der 72. Spielminute für James Vaughan eingetauscht wurde und bereits fünf Minuten später das entscheidende Tor zum 1:0-Sieg erzielte. In der Folge kam er in weiteren 16 Ligaspielen zum Einsatz, ihm gelang dabei aber kein weiterer Torerfolg und er stieg mit dem Verein als Tabellenletzter in die drittklassige EFL League One ab. Der drastische Misserfolg Sunderlands wurde in dieser Saison von einem Kamerateam für die Netflix-Serie Sunderland ’Til I Die begleitet, wobei auch Maja in einigen Sequenzen begleitet wurde.
In der nächsten Spielzeit 2018/19 entwickelte sich Maja zum Schlüsselspieler der Mannschaft. Bereits beim 2:1-Heimsieg gegen Charlton Athletic am ersten Spieltag (4. August 2018) erzielte er sein erstes Saisontor. Auch in den folgenden drei Ligaspielen konnte er treffen. Diese Leistungen brachten ihm eine Nominierung zum Spieler des Monats August ein, den letztlich aber Peterborough Uniteds Jason Cummings gewinnen konnte. Am 22. September 2018 (9. Spieltag) erzielte er beim 4:1-Heimsieg gegen AFC Rochdale seinen ersten Doppelpack. Die gesamte Hinrunde wurde von den Medien stets durch die Vertragsverhandlungen zwischen dem AFC Sunderland und seiner Beraterfirma begleitet, die eingeleitet wurden, da sein Vertrag zum Ende der Saison ausgelaufen wäre. Das aufkommende Interesse höherklassigerer Vereine aus England und dem Ausland veranlassten Maja zur Ablehnung mehrerer Vertragsangebote der Blackcats und veranlasste diese letztlich zur Suche nach einem Käufer im Januartransferfenster.

#### Girondins Bordeaux
Am 26. Januar 2019 wechselte Josh Maja zum französischen Erstligisten Girondins Bordeaux, wo er einen 4-1/2-Jahres-Vertrag unterzeichnete. Bis dahin hatte er in 24 Ligaspielen mit 15 Toren Sunderland ins Aufstiegsrennen befördert. Sein Debüt für den neuen Verein absolvierte er am 17. Februar 2019 (25. Spieltag) beim 2:1-Heimsieg gegen den FC Toulouse. Am 20. April 2019 (33. Spieltag) erzielte er bei der 1:2-Auswärtsniederlage gegen Nîmes Olympique sein erstes Tor für die Girodins, wurde aber zur Halbzeitpause verletzt ausgewechselt. Diese Knieverletzung hinderte ihn an weiteren Einsätzen und er beendete sein erstes Halbjahr in Frankreich mit sieben Ligaeinsätzen, in denen er ein Mal traf.
Zu Beginn der folgenden Saison 2019/20 wurde er regelmäßig als Einwechselspieler eingesetzt. Am 3. Dezember 2019 (16. Spieltag) erzielte er beim 6:0-Heimsieg gegen Nîmes Olympique in seinem zweiten Startelfeinsatz einen Hattrick und bereitete einen weiteren Treffer durch Nicolas de Préville vor. Trotz dieser starken Leistung gelang ihm auch in den nächsten Ligaspielen nicht der endgültige Sprung in die Startformation von Cheftrainer Paulo Sousa und er beendete die Spielzeit mit 21 Ligaeinsätzen, in denen er sechs Treffer erzielte.
Dies setzte sich in der nächsten Saison 2020/21 fort. Im Februar 2021 wurde er für den Rest der Saison an den Erstligisten FC Fulham verliehen, der sich seine Dienste im Kampf um den Abstieg sicherte. In seinem zweiten Einsatz schoss er seine Mannschaft mit einem Doppelpack zum 2:0-Auswärtssieg gegen den FC Everton. In der Folgesaison verbrachte er die Hinrunde wieder in Bordeaux, bevor er im Januar bis zum Saisonende an Stoke City ausgeliehen wurde.
In der Saison 2022/23 gehörte er wieder zum Kader von Girondins Bordeaux und bestritt dort alle 38 Ligaspiele, in denen er 16 Tore schoss, und drei Pokalspiele mit einem Tor. Anfang August 2023 wechselte er zum englischen Zweitligisten West Bromwich Albion und unterschrieb dort einen Vertrag mit einer Laufzeit von drei Jahren.

### Nationalmannschaft
Josh Maja war sowohl für die englische als auch für die Nigerianische Fußballnationalmannschaft spielberechtigt. Im August 2019 äußerte sich der Cheftrainer Nigerias Gernot Rohr, dass er Maja für die anstehenden Länderspiele im September nominieren werde. Am 10. September 2019 debütierte Maja beim 2:2-Unentschieden in einem freundschaftlichen Länderspiel gegen die Ukraine für die Super Eagles, als er in der Nachspielzeit für Victor Osimhen eingewechselt wurde.